# Bianca Bradey
Pour les articles homonymes, voir Bradey.
Bianca Bradey est une actrice, productrice et scénariste australienne.

## Biographie
De 2014 à 2016, Bianca Bradey fait partie du quatuor lesbien de la mini-série de Julie Kalceff, Starting From … Now!, en compagnie de Sarah de Possesse, Rosie Lourde et Lauren Orrell.
En novembre 2015, Laura Nagy écrit et réalise le court métrage We Will dont le but est de souligner la normalité des relations entre personnes de même sexe et de réclamer le droit au mariage pour tous.
Le film suit la relation d’un couple lesbien, interprété par Bianca Bradey et Madeleine Withington, depuis le premier rendez-vous jusqu’au mariage,.

## Filmographie

### Comme actrice
- 2009 : This Woman's World (court métrage) : Sarah
- 2010 : I Rock (série télévisée) : Jennifer
- 2010 : Rake (série télévisée) : Tammy
- 2010 : The Reason Behind Me (court métrage) : Holly
- 2011 : Wrath : Emma
- 2011 : House of Sticks (court métrage) : Sophie
- 2011 : The Writer's Muse (court métrage) : Audrey
- 2012 : The Washing Machine (court métrage) : Elizabeth
- 2013 : Last Days of Eden (court métrage) : Robin
- 2013 : The Father, Son and the Holy Spirit (court métrage) : Sophie Harris
- 2013 : Crap Date (court métrage) : Sarah
- 2014 : Wyrmwood: Road of the Dead : Brooke
- 2015 : A Night of Horror Volume 1 : Sam
- 2015 : The Briefcase (court métrage) : la serveuse
- 2015 : A Private Matter (court métrage) : Charlie[4]
- 2016 : Nancy in Hell (mini-série) : Nancy Simmons
- 2014-2016 : Starting From … Now! (série télévisée) : Emily Rochford[5]
- 2016 : Osiris, la 9ème planète (The Osiris Child) : Shae Holliday
- 2016 : Perfect Fit (court métrage)
- 2016 : Patterns (court métrage) : Cassie
- 2017 : Wyrmwood: Chronicles of the Dead - Teaser (court métrage) : Brooke
- 2017 : Rendel : Stacy
- 2017 : Wyrmwood TV : Brooke
- 2017 : Turbines : Jana
- 2017 : Zombie Dinosaur (court métrage) : Lux
- 2018 : Pet Killer (mini-série)
- 2020 : Violent Starr : Violent Starr
- 2021 : Wyrmwood: Apocalypse : Brooke

### Comme scénariste et productrice
- 2016 : Perfect Fit (court métrage)
- 2016 : Patterns (court métrage)